# Александар Вукович
Александар Вукович (серб. Aleksandar Vuković/Александар Вуковић, нар. 25 серпня 1979, Баня-Лука) — сербський і польський футболіст, що грав на позиції опорного півзахисника. По завершенні ігрової кар'єри — тренер. Із жовтня 2022 року очолює тренерський штаб клубу «П'яст» (Гливиці).
Виступав, зокрема, за клуби «Партизан» і «Легія».

## Ігрова кар'єра
Народився 25 серпня 1979 року в місті Баня-Лука. Починав займатися футболом у структурі місцевого «Бораца», згодом перебрався до академії белградського «Партизана».
У дорослому футболі дебютував 1998 року виступами за головну команду «Партизана», згодом на умовах оренди грав за «Телеоптик», а протягом 2000–2001 років захищав кольори «Міліціонара». 1999 року у складі «Партизана» виборов титул чемпіона Югославії.
2001 року був запрошений до Польщі, де до 2008 року захищав кольори столичної «Легії» з перервою на виступи у грецькому «Ерготелісі» протягом 2004—2005 років. 2008 року допоміг «Легії» виграти Кубок Польщі і Суперкубок країни. Того ж року отримав польське громадянство.
Протягом частини 2009 року знову виступав у Греції, де захищав кольори «Іракліса», після чого повернувся до Польщі, де до 2013 року грав у складі «Корони» (Кельці), після чого завершив ігрову кар'єру.

## Кар'єра тренера
По завершенні кар'єри гравця перейшов на тренерську роботу. Працював у тренерському штабі варшавської «Легії». Двічі, у 2016 і 2018 роках, виконував обов'язки головного тренера команди.
Після звільнення у квітні 2019 року з посади головного тренера «Легії» португальця Рікарду Са Пінту, який не виконава завдання зі здобуття чемпіонського титулу, на цю посаду було призначено Вуковича. 
За результатами сезону 2019/20 очолювана ним команда стала чемпіоном Польщі. Проте вже у вересні 2020 року тренера було звільнено через провальний виступ «Легії» у Лізі чемпіонів (поразка вже у другому кваліфікаційному раунді від кіпрської «Омонії») та невпевнений початок сезону у національній першості. 

## Титули і досягнення

### Як гравця
- Чемпіон Югославії (1):

«Партизан»: 1998-1999
- Володар Кубка Польщі (1):

«Легія»: 2007-2008
- Володар Суперкубка Польщі (1):

«Легія»: 2008

### Як тренера
- Чемпіон Польщі (1):

«Легія»: 2019-2020